# Stefan Esser (Komponist)

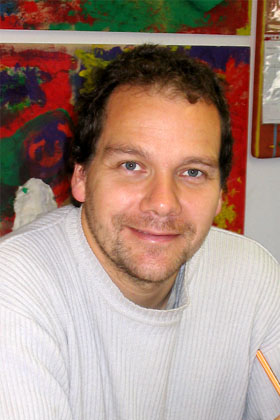
Stefan Esser

Stefan Esser (* 25. April 1966 in Leverkusen) ist ein deutscher Komponist, Musiker und Pädagoge.

## Leben
Nach dem Erlangen der allgemeinen Hochschulreife im Jahr 1985 mit anschließendem Zivildienst begann Stefan Esser 1988 das Studium der Sonderpädagogik mit dem Fach Musik an der Universität zu Köln. Im Rahmen des Studiums erwarb er Abschlüsse in Chor- und Orchesterleitung sowie in den Fächern Klavier und Gesang.
1985 trat er erstmals als Komponist und Pianist in Erscheinung. Mit dem Cellisten Michael Schlechtriem spielte er in den Jahren 1986 und 1987 mehrere Konzerte in Spanien.
Beinahe alle Kompositionen sind in Leverkusen und Umgebung aber auch im Ausland zur Aufführung gekommen, mehrere sind im Druck oder als CD erschienen. Essers Kompositionsstil zeichnet sich durch den Rückgriff auf tradierte Formstrukturen, die ausführliche Verarbeitung von Themen, den Einsatz kontrapunktischer Techniken und die Verwendung freitonaler Harmonik aus.
Hauptberuflich ist Esser als Konrektor an der Hugo-Kükelhaus-Schule, einer Förderschule mit dem Förderschwerpunkt geistige Entwicklung der Stadt Leverkusen, tätig.

## Werke

### Orchesterwerke
- 1992: Sarnia
- 1993: Concertino für Alt-Saxophon und kleines Orchester
- 2001/02: Singspiel Felix

### Werke für Violoncello (und Klavier)
- 1985: Mouvement
- 1991: Meditation
- 1992: Sonata misterioso
- 1994–96: Sonate für Violoncello und Klavier
- 1999: Variation für Zwei
- 2003: Herbstbilder. 3 Poems für Violoncello solo
- 2016: Sommeridylle aus „Mein Leverkusen“

### Kammermusik
- 1991: Sonata ostinata
- 1999: Nachtgesang – Tagtraum, zwei Elegien für Klaviertrio
- 1999: 6 kleine Variationen über ein Thema von W.A. Mozart für Oboe (solo)
- 2001: Nachtgesang II
- 2010: Fantasia für Vibraphon
- 2012: Eine kleine Fanfarenmusik
- 2014: Nachtgesang III und IV

### Vokalmusik
- 1986: Lieder von Liebe und Frieden
- 1989: Vocalise für gem. Chor
- 1993: Die Frage (Melodram)
- 1994: Värmeland-Variationen für gem. Chor
- 1994: Dona nobis pacem für gem. Chor (3-stimmig)
- 2004: Wo die wilden Kerle wohnen
- 2005: Des Kaisers neue Kleider
- 2006: Betrachtungen eines romantischen Realisten
- 2006: Tiergeschichten nach Texten von Wilhelm Busch
- 2009: 2 Schildbürgerstreiche
- 2012: Legende
- 2014: 3 kleine fatale Geschichten
- 2016: Das neue Gesetz und Henri traurig (Text: Christine Nöstlinger)

### Klaviermusik
- 1989: Prelude
- 1991: Lullaby Walz
- 1992: Fantasie über ein Thema von Eduard Tubin
- 1998: 4 Charakterstücke für Klavier (aus: Leonce und Lena)
- 2011: Rhapsodie
- 2014/15: Irini – Ein Friedensgebet

## Musik für Kinder
Durch seine hauptberufliche Tätigkeit als Förderschulpädagoge setzt sich Esser für die musikalische Bildung von Kindern ein. Seit 2002 komponiert er Kindersingspiele und Vertonungen von Kindergeschichten und Märchen. Er arbeitet eng mit dem Duo Pianoworte zusammen, das seine Kompositionen Wo die wilden Kerle wohnen, Des Kaisers neue Kleider, Tiergeschichten nach Wilhelm Busch und 2 Schildbürgerstreiche zur Uraufführung brachten.
Das inklusive Musikprojekt Mein Leverkusen feierte 2013 großen Erfolg bei Presse und Publikum und erschien 2016 als CD-Einspielung.

## CD-Veröffentlichungen
| Titel | Jahr | Beteiligte Personen                                       | Label                | Link                       | Kritik                            |
| --- | ---- | --------------------------------------------------------- | -------------------- | -------------------------- | --------------------------------- |
| Sonate für Violoncello und Klavier | 2009 | Michael Schlechtriem, Violoncello; Noriko Kitano, Klavier | Geniun (GEN 89529)   | genuin.de                  | Kritik auf musicweb-international |
| 3 Tiergeschichten nach Wilhelm Busch |      | Duo Pianoworte                                            | Randomhouse          |                            |                                   |
| 2 Schildbürgerstreiche |      | Duo Pianoworte                                            | Randomhouse          |                            |                                   |
| Ein Neujahrshymnus, Berghymne. Orchesterbearbeitungen von Werken von Joseph Marx (jeweils gemeinsam mit dem Co-Bearbeiter Berkant Haydin) | 2009 | BBC Symphony Orchestra                                    | Chandos (Chan 10505) | chandos.de                 |                                   |
| Ein Neujahrshymnus. Orchesterbearbeitungen von Werken von Joseph Marx (jeweils gemeinsam mit dem Co-Bearbeiter Berkant Haydin)            | 2012 | Hochschulchor Uni Würzburg                                |                      | Hochschulchor Uni Würzburg |                                   |
| Mein Leverkusen. Eine musikalische Stadtreise durch Leverkusen.                                                                           | 2016 |                                                           |                      |                            |                                   |

## Auszeichnungen
2013 erhielt Esser den Kurt-Lorenz-Preis des Fördervereins Kurt-Lorenz-Preis e.V. für sein musikalisches Wirken und Engagement in Leverkusen.
2014/15 nahm Esser am ersten Diabelli-Wettbewerb teil. Innerhalb des Wettbewerbs sollte ein Klavierstück komponiert werden, welches aus der Variation eines Morsecodes, der das neugriechische Wort „Irini“ (Frieden) ergibt, entstehen sollte. Sein 8-minütiges Werk würde für das Finale am 18. April 2015 in München nominiert und durch den Pianisten Tommaso Farinetti uraufgeführt.

## Sonstiges

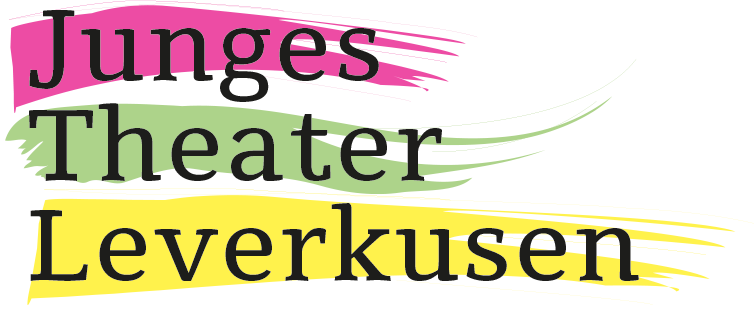
Junges Theater Leverkusen

### Junges Theater Leverkusen
Das junge Theater Leverkusen ist ein künstlerischer Ausbildungsbetrieb. Jugendliche ab 17 Jahren können in einem Ensemble Einblicke in Schauspiel, Regie und andere theaternahe Berufe erhalten. Stefan Esser engagiert sich seit Gründung im Jahr 1998 für die Entwicklung und den Fortbestand des Jungen Theaters und ist im Vorstand des Vereins.

### Joseph Marx
Stefan Esser ist 2. Vizepräsident der der Joseph Marx Gesellschaft / Wien und Bearbeiter von 2 orchestralen Chorwerken (Ein Neujahrshymnus, Berghymne; jeweils gemeinsam mit dem Co-Bearbeiter Berkant Haydin).